# Houtman Abrolhos
Pour les articles homonymes, voir Houtman et Abrolhos.
L'archipel Houtman Abrolhos (souvent abrégé en îles Abrolhos) est un ensemble de 122 îles et récifs coralliens situés dans l'océan Indien au large des côtes ouest de l'Australie. C'est le récif corallien le plus au sud  de l'océan Indien et, dans le monde, l'un des plus éloignés de l'équateur. C'est l'une des principales zones de reproduction d'oiseaux de mer et la principale zone de pêche de la langouste australienne. C'est une région aussi connue pour ses naufrages dont les plus célèbres sont ceux des navires hollandais le Batavia en 1629, et le Zeewijk (en) en 1727.
L'étymologie est d'origine portugaise : Abrolhos signifie littéralement « Ouvre les yeux » un invite aux vigies de navires portugais à ouvrir l’œil (et le bon) pour détecter les brisants et les bancs de récifs de ces îles au ras de l'eau, qui sont des pièges à navires particulièrement traîtres. De par les océans nombre d'autres bancs de récifs tout aussi dangereux ont été baptisés du même vocable portugais , comme l'archipel des Abrolhos, au large du Brésil.

## Géographie
L'archipel est formé de trois groupes d'îles du nord au sud :
le groupe Wallabi,
le groupe Easter
et le groupe Pelsaert.
Le groupe Wallabi forme un groupe d'îles de 17 kilomètres de long sur 10 kilomètres de large auquel il faut ajouter l'île du nord (North Island) à 14 kilomètres au nord-ouest du groupe. Les principales îles du groupe sont North Island, West Wallabi Island, East Wallabi Island, Long Island et Beacon Island. Ce groupe est connu pour le naufrage du Batavia sur Morning Reef près de Beacon Island en 1629, la mutinerie qui s'ensuivit et les massacres entre marins survivants.
Le groupe Easter se trouve au sud-est du groupe Wallabi dont il est séparé par un chenal de 9 kilomètres de large appelé le chenal du milieu. Il mesure environ 20 kilomètres de long sur 12 de large  et comprend un certain nombre d'îles dont les principales sont Rat Island , Wooded Island, Morley Island, Suomi Island et Alexander Island.
Plus au sud-est, après le détroit de Zeewijk, se trouve le Pelsaert Group, le plus méridional des récifs coralliens dans l'océan Indien. Les principales îles du groupe sont Middle Island, Gun Island, Square Island, Pelsaert Island et le groupe Mangrove. Un grand nombre de navires se sont échoués dans cette partie de l'archipel dont le plus célèbre est le Zeewijk (en) qui s'est brisé sur le récif de la demi-lune en 1727, les survivants se réfugiant sur Gun Island pendant quelque temps. Parmi les autres navires qui se sont échoués on peut citer l'Ocean Queen, échoué sur le récif de la demi lune en 1842; le Ben Ledi, échoué sur Pelsaert Island en 1879; et le Windsor échoué sur le récif de la demi lune en 1908.